# Vohči
Vohči (armenski: Ողջի), ili Ohčučaj (azerski: Oxçuçay, ruski: Вохчи, Охчучай, prije Охчи-чай) rijeka je koja teče kroz Armeniju, Azerbajdžan i nepriznati Gorski Karabah. Duga je 82 km. Površina porječja iznosi joj 1175 km2. Izvire ispod Kapadžuha, najvišeg vrha Zangezurskih planina u zapadnome dijelu armenske pokrajine Sjunik i u gornjem dijelu toka teče kroz duboki kanjon koji se postupno širi, posebno u srednjem dijelu toka. Kod grada Kapana širi se u prostranu riječnu dolinu. Ulijeva se u rijeku Aras na jugu Zangelanskog rajona na jugozapadu Azerbajdžana.
Riječni režim mješovitog je pluvijalno-nivalnog tipa. Vohči nema značajnijih pritoka.
Najveći gradski centri koji leže na njezinim obalama su Kadžaran i Kapan u Sjuniku te Zangelan i Midžnavan u nepriznatom Gorskom Karabahu (jugozapadni Azerbajdžan). Na njoj su izgrađene dvije hidroelektrane, HE Kapan i HE Vohči. 